# Kurjakovići
Kurjakovići Krbavski (de Coriach, de Curiaco, Curiacovich), hrvatska velikaška obitelj iz roda Gusića, koja je od početka 14. stoljeća držala Krbavsku župu i nosila titulu knezova Krbavskih (comes Corbavie). Bili su jedan od najodličnijih hrvatskih srednjovjekovnih velikaših rodova, a svoj uspon počeli su u vrijeme prijestolonasljednih borbi krajem 13. stoljeća. U njihovoj su vlasti bile, osim Krbavske, Lička, Bužanska, Humska i Nebljuška županija te više područja i gradova u Kninskoj županiji.

## Povijest
Rodonačelnik obitelji je knez Kurjak Gusić († iza 1307.) koji se u izvorima prvi put pojavljuje 1298. godine kao krbavski knez (comes Curiacus). Svoj politički i društveni uspon postigao je zahvaljujući rodbinskim vezama s moćnom velikaškom obitelji Šubićima Bribirskim. Imao je trojicu sinova, Budislava I., Pavla I. i Grgura I. koji su ga naslijedili oko 1307. godine. Oni su ujedno utemeljitelji tri ogranka obiteljske loze Kurjakovića. Početkom 14. stoljeća obnašali su različite dužnosti za banove Pavla I. i Mladena II. Bribirskog. Unatoč tome, braća Kurjakovići su pristali uz vojvodu Nelipca II. († 1344.), koji se bio pobunio protiv gospodstva bana Mladena II. Kasnije su se izmirili s banom, ali se 1322. godine knez Budislav I. se s braćom Pavlom I. i Grgurom I. ipak pridružio pristašama kralja Karla I. Anžuvinca (1301. – 1342.), hrvatskim i bosanskim velikašima i slavonskom banu Ivanu I. Baboniću († iza 1334.) u savez protiv hrvatskog bana Mladena II. Nakon poraza bana Mladena II., Kurjakovići su pristali uz vojvodu Nelipca II. Nelipčića. U to vrijeme je Kurjakov sin Grgur I. stupio u službu kralja Karla I. Roberta i osnovao ugarski ogranak obitelji koji se odselio iz Krbave. Njegovi potomci bili su poznati kao knezovi Zakanjski.
Godine 1324. Kurjakovići se nalaze, u vrijeme opsade Nelipčevog Knina, na strani vojvode Nelipca u sukobu protiv bosanskog bana Stjepana II. Kotromanića, Jurja II. Bribirskog, knezova Krčkih i grada Zadra. Godine 1344. pristali su uz svoju sestru, Nelipčevu udovicu, kneginju Vladislavu († iza 1346.), ali su naposljetku 1345. godine ipak morali priznati vlast kralja Ludovika I. Velikog (1342. – 1382.) s kojim su se izmirili, iako su i dalje nastavili pregovore s Mletačkom Republikom. Njihova politika doživjela je poraz 1358. godine kada je kralj Ludovik I. zarobio starješinu obitelji, kneza Grgura I. i oduzeo mu dio posjeda. Otada Grgurova loza nema utjecaja u Krbavi i njegovi potomci se sele u Zakany na rijeci Dravi, gdje su bili poznati kao knezovi Zakanjski.
Pavlova loza je vrlo malo poznata. Zna se da je imao četvero sinova, Budislava II., Ivana, Dujma i Jurja. Vodstvo unutar obitelji preuzela je Budislavova loza čiji su potomci i dalje obnašali dužnost krbavskih knezova.
Do polovice 15. stoljeća proširili su vlast izvan Krbave na župe Hum, Nebljuh, Bužane, Liku i Odorje na Zrmanji. Obitelj je rodbinskim vezama stekla utvrde Zvonigrad i Obrovac, a potonja je, uz Bag, bila glavno uporište krbavskih knezova.
Krajem 14. i početkom 15. stoljeća članovi obitelji Kurjaković obnašaju bansku čast. Butko († 1401.) je vršio dužnost hrvatsko-dalmatinskog bana (1393. – 1394.). Zakleo se u svoje ime i ime svoje braće na vjernost kraljicama Elizabeti i Mariji te je vjerojatno sudjelovao u opsadi Novigrada kako bi oslobodio zarobljenu kraljicu Mariju koju je bio oteo i zarobio Ivan Paližna. Karlo II. Čekliški († iza 1422.) bio je hrvatsko-dalmatinski ban (1409. – 1411.) i osoba od povjerenja kralja Žigmunda, zbog čega je obnašao visoke dužnosti na kraljevskom dvoru. Ivan II. († 1418.) i Pavao II. († iza 1411.) vršili su dužnost hrvatsko-dalmatinskog bana (1410 – 1411.).
Nakon poraza hrvatskog plemstva na Krbavskom polju 1493. godine, kneginja Doroteja, udovica kneza Karla IV. († 1493.) primorana je isplaćivati Turcima godišnji danak. Njezin je sin ban Ivan Karlović († 1531.), hrvatski ban i posljednji odvjetak obitelji.